# تیری بنستنژل
تیری بنستنژل (به فرانسوی: Thierry Beinstingel) نویسنده قرن بیستم میلادی اهل فرانسه است.